# James Patrick Powers
James Patrick Powers (ur. 6 lutego 1953 w Baldwin, Wisconsin) – amerykański duchowny katolicki, biskup Superior od 2016.

## Życiorys
Święcenia kapłańskie otrzymał 20 maja 1990 i został inkardynowany do diecezji Superior. Pracował przede wszystkim jako duszpasterz parafialny, był także m.in. pomocniczym wikariuszem sądowym (1998–2010) oraz tymczasowym administratorem diecezji (2014–2015).
15 grudnia 2015 papież Franciszek mianował do biskupem ordynariuszem diecezji Superior. Sakry udzielił mu 18 lutego 2016 metropolita Milwaukee - arcybiskup Jerome Listecki.